# Made in Heaven
Made in Heaven è il quindicesimo e ultimo album in studio del gruppo musicale britannico Queen, pubblicato il 6 novembre 1995.
Debuttò al primo posto nella Official Albums Chart del Regno Unito e ci rimase per 25 settimane; 4 volte disco di platino, sarà l'album di inediti dei Queen più venduto in assoluto nel Regno Unito. Negli Stati Uniti esordì al 58º posto della Billboard 200, ottenendo in seguito il disco d'oro.

## Descrizione
Nei mesi precedenti alla sua morte, Freddie Mercury si preoccupò di incidere alcune tracce vocali fintantoché le sue condizioni di salute glielo avessero permesso, lasciando successivamente agli altri membri della band il compito di creare le basi musicali o cori per questi brani.
A due anni dalla morte di Mercury, tra la fine del 1993 e gli inizi del 1994, la band tornò in studio, dove preparò le basi musicali sia per i brani registrati tra il 1991 e il 1992, sia per altre parti vocali (registrate a partire dal 1980) che Mercury aveva affidato al gruppo per arrangiarle al fine di includerle nell'album.

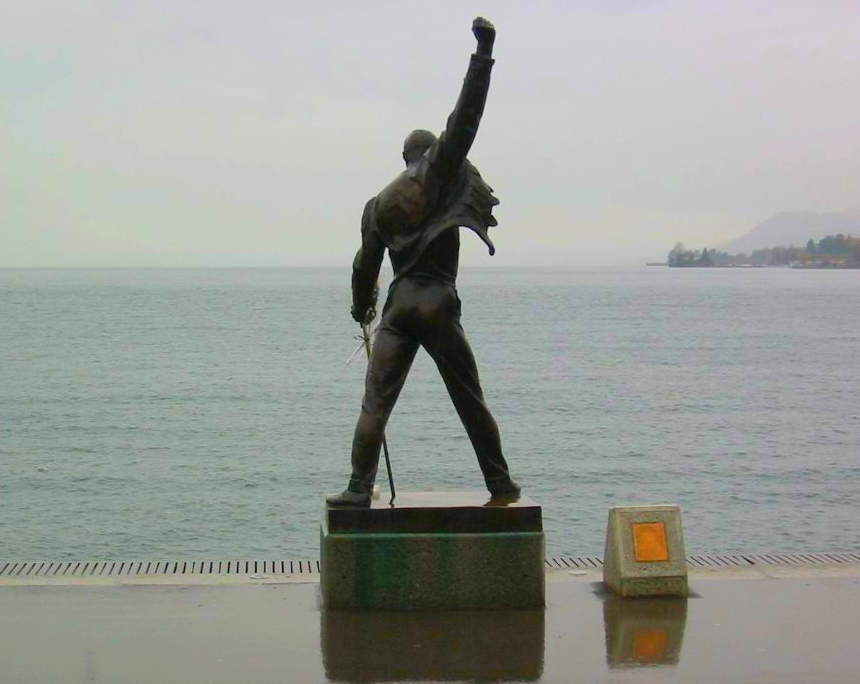
La statua di Freddie Mercury davanti al lago di Ginevra a Montreux ritratta sulla copertina dell'album.

La parte anteriore della copertina dell'album ritrae di spalle e controluce una statua di Freddie Mercury a Montreux, dove i Queen possedevano uno studio di registrazione, i Mountain Studios, nel suo gesto di scena con il pugno destro alzato, sullo sfondo dell'alba sul lago di Ginevra. Nella parte posteriore della copertina, l'immagine anteriore prosegue, mostrando i tre restanti membri della band girati di spalle con la splendida cornice del lago. L'immagine stampata sull'etichetta del CD è la stessa di copertina, ma scattata al tramonto.
You Don't Fool Me, A Winter's Tale e Mother Love risalgono alle sessioni di registrazione successive all'uscita dell'album Innuendo (tenutesi tra gennaio e giugno 1991) e sono gli ultimi pezzi registrati con Mercury. My Life Has Been Saved e Too Much Love Will Kill You furono registrate durante le sessioni di registrazione dell'album The Miracle. Heaven for Everyone risale alle sessioni del 1987 dei The Cross. Made in Heaven e I Was Born to Love You furono incise nel 1984 per l'album solista di Freddie Mr. Bad Guy. Let Me Live è un abbozzo di canzone che Freddie aveva inciso con Rod Stewart nel 1983. It's a Beautiful Day è un demo risalente al 1980. Heaven for Everyone risale alle sessioni di registrazione di A Kind of Magic del 1986: all'epoca viene però scartata, e il produttore David Richards la definì "la più grande hit che i Queen non hanno avuto". Successivamente Freddie aveva preteso di cantarla per l'album Shove It (1988) dei The Cross di Roger Taylor. La versione cantata da Freddie finirà su singolo mentre quella di Roger andrà nell'album. In questo caso i tre Queen superstiti hanno creato una nuova base musicale sulla quale hanno innestato la vecchia traccia vocale di Mercury.
Too Much Love Will Kill You fu incisa durante le sedute dell'album The Miracle, di cui circolava tra i fan una versione demo cantato da Mercury. Nel 1992 la canzone era poi stata incisa da Brian May e pubblicata come singolo sul suo album solista Back to the Light e fu presentata come inedito al pubblico al Freddie Mercury Tribute Concert dell'aprile 1992 allo stadio di Wembley. L'ultima traccia inedita originale dell'album, A Winter’s Tale, è l'ultima composizione di Freddie, che prese l'ispirazione osservando le rive del Lago di Ginevra a Montreux. Nella atmosfera autunnale delle musiche si fonde un testo che sembra tendere la mano verso la speranza e la serenità.
L'ultima traccia vera e propria indicata nella lista dei brani dell'album (in tutti i formati) è la 11: It's a Beautiful Day (Reprise). Dopo la stessa si sente Freddie Mercury urlare «Yeah», e con i suoi quattro secondi di durata questa sarebbe la traccia 12. Subito dopo tuttavia inizia un'altra traccia, senza titolo e non segnata sulla lista tracce, lunga 22 minuti e 32 secondi. Completamente strumentale con alcune tracce vocali indefinite (probabilmente registrate da Freddie stesso nei suoi ultimi giorni di vita), all'interno di essa sono numerosi i cambi di tempo, di volume e di strumentazione, e termina con la voce di Freddie che, nell'assoluto silenzio, dice «Fab!» ("Fabulous"). Il brano fu il risultato di un esperimento da parte del produttore David Richards con un campionatore Ensoniq ASR-10. Egli prese gli accordi iniziali di It's a Beautiful Day e li mandò in loop. May e Taylor aggiunsero inoltre alcune loro idee alla traccia. In precedenza il pezzo era disponibile solamente nel formato CD dell'album e nelle audiocassette promozionali. Le versioni standard del disco in cassetta terminavano con It's a Beautiful Day (Reprise), andando in dissolvenza dopo la traccia 12 (Yeah). La versione in LP (vinile) includeva solo pochi secondi iniziali del brano sperimentale. 
Nel 2011 l'album è stato rimasterizzato in digitale dalla Island/Universal ed è stato distribuito, oltre che nel formato standard, in un'edizione deluxe contenente un EP bonus. Nel 2015, come parte della ristampa della discografia dei Queen in vinile, Made in Heaven è stato ripubblicato come doppio LP con inclusa la traccia 13 nella sua interezza sulla quarta facciata dell'album. Al pezzo è stato dato il titolo ufficiale 13 ed è indicato sul retro della copertina.

## Tracce
Testi e musiche dei Queen, eccetto dove indicato.
1. It's a Beautiful Day – 2:32
2. Made in Heaven – 5:25 (Freddie Mercury)
3. Let Me Live – 4:45
4. Mother Love – 4:46 (Brian May, Freddie Mercury)
5. My Life Has Been Saved – 3:15
6. I Was Born to Love You – 4:49 (Freddie Mercury)
7. Heaven for Everyone – 5:36 (Roger Taylor)
8. Too Much Love Will Kill You – 4:18 (Brian May, Elizabeth Lamers, Frank Musker)
9. You Don't Fool Me – 5:23
10. A Winter's Tale – 3:49
11. It's a Beautiful Day (reprise) – 25:37 – contiene le tracce fantasma Yeah (0:04) e Untitled (22:32)

CD bonus nella riedizione del 2011
1. Heaven for Everyone (Single Version) – 4:32
2. It's a Beautiful Day (B-Side Version) – 5:25
3. My Life Has Been Saved (1989 B-Side Version) – 4:45
4. I Was Born to Love You (Vocal & Piano Version, accreditata a Freddie Mercury) – 4:46
5. Rock in Rio Blues (Live B-Side) – 3:15
6. A Winter's Tale (Cosy Fireside Mix) – 4:49

Video bonus nell'edizione deluxe iTunes del 2011
1. Too Much Love Will Kill You) (Promo Video) – 5:56
2. Heaven for Everyone (Promo Video) – 4:30
3. Outside-In (A Winter's Tale) (Promo Video) – 3:58

## Formazione
Gruppo
- Freddie Mercury – voce, pianoforte, tastiera; drum machine in Mother Love
- Brian May – chitarra solista, tastiera, voce; pianoforte (traccia 8)
- John Deacon – basso; chitarra ritmica (traccia 5), tastiera (tracce 1, 5 e 11)
- Roger Taylor – batteria, percussioni, voce, tastiera

Altri musicisti
- Reinhold Mack – sintetizzatore, programmazione
- Rebecca Leigh-White, Gary Martin, Catherine Porter, Miriam Stockley – cori in Let Me Live

## Classifiche
| Classifica (1995) | Posizione massima |
| ----------------- | ----------------- |
| Australia         | 3                 |
| Austria           | 1                 |
| Belgio (Fiandre)  | 2                 |
| Belgio (Vallonia) | 2                 |
| Canada            | 18                |
| Danimarca         | 1                 |
| Europa            | 1                 |
| Finlandia         | 1                 |
| Francia           | 2                 |
| Germania          | 1                 |
| Irlanda           | 2                 |
| Islanda           | 4                 |
| Italia            | 1                 |
| Norvegia          | 2                 |
| Nuova Zelanda     | 1                 |
| Paesi Bassi       | 1                 |
| Portogallo        | 1                 |
| Regno Unito       | 1                 |
| Spagna            | 1                 |
| Stati Uniti       | 58                |
| Svezia            | 1                 |
| Svizzera          | 1                 |
| Ungheria          | 3                 |